# Synagoga Szmula Eksztajna w Warszawie
Synagoga w Warszawie – synagoga znajdująca się w Warszawie w drewnianej dobudówce kamienicy przy ulicy Targowej 50/52.
Synagoga została założona drugiej połowie XIX wieku. Służyła ona nocującym w pobliskim zajeździe, podróżnym kupcom żydowskim. Wieloletnim właścicielem synagogi był Szmul Eksztajn.
Przed II wojną światową synagoga nie była już odwiedzana, gdyż wraz z całą posesją została sprzedana Maksowi Fajgenblatowi. Po zakończeniu wojny mieściły się w niej magazyny.